# LDAP Data Interchange Format
O Formato de Troca de Dados LDAP, do inglês LDAP Data Interchange Format (LDIF), é um formato de troca de dados em texto plano padrão para representar o conteúdo de diretório LDAP(Lightweight Directory Access Protocol) e requisições de atualização. LDIF transporta conteúdo de diretório como um conjunto de registros, um registro para cada objeto (ou entrada). Ele representa requisições de atualização, tais como Add, Modify, Delete e Rename, como um conjunto de registros, um registro para cada requisição de atualização.
O LDIF foi projetado no início de 1990 por Tim Howes, Mark C Smith e Gordon Good na Universidade de Michigan. Ele foi atualizado e estendido no final de 1990 para uso com a versão 3 do LDAP. Esta última versão do LDIF é chamada versão 1 e é formalmente especificada no RFC 2849, um Padrão RFC da IETF. O RFC 2849, desenvolvido por Gordon Good, foi publicado em Junho de 2000 e é um Padrão Sugerido atualmente.
Um número de extensões para o LDIF foi proposto ao longo dos anos. Uma extensão foi formalmente especificada e publicada pela IETF. O RFC 4525, desenvolvido por Kurt Zeilenga, estendeu o TREFGLDIF para suportar a extensão LDAP Modify-Increment. Espera-se que extensões adicionais sejam publicadas pelo IETF futuramente.

## Campos LDIF
```
   dn: distinguished name
```

Em português nome distinto, refere-se ao nome que identifica unicamente uma entrada no diretório.
```
   dc: domain component
```

Em português componente de domínio, refere-se a cada componente do domínio. Por exemplo www.google.com seria escrito como DC=www,DC=google,DC=com
```
   ou: organizational unit
```

Em português unidade organizacional, refere-se à unidade organizacional (ou algumas vezes o grupo do usuário) que o usuário faz parte. Se o usuário faz parte de mais de um grupo, você pode especificá-los como, por exemplo, OU= Advogado,OU= Juiz.
```
   cn: common name
```

Em português nome comum, refere-se ao objeto individual (nome da pessoa; sala de reunião; nome de receita; cargo; etc.) para o qual/os quais vocês estiver consultando.

## RFCs
- RFC 2849 — The LDAP Data Interchange Format (LDIF) - Technical Specification
- RFC 4510 — Lightweight Directory Access Protocol (LDAP): Technical Specification Road Map
- RFC 4525 — LDAP Modify-Increment Extension